# Медфорд (Оклахома)
Медфорд (англ. Medford) — город и административный центр округа Грант в штате Оклахома в Соединённых Штатах Америки. По данным переписи 2020 года, население города составляло 932 человек.

## История
Перед открытием Полосы Чероки для неиндейского заселения 16 сентября 1893 года Chicago, Kansas and Nebraska Railway (позже Chicago, Rock Island and Pacific Railroad) построила железнодорожную линию из южного Канзаса, которая проходила через будущий Медфорд в южном направлении. Почтовое отделение было открыто 31 октября 1893 года. 10 марта 1894 года жители проголосовали за создание города. Считается, что он был назван в честь Медфорда, штат Массачусетс, который был родным городом железнодорожного чиновника. В 1897 году Gulf Railroad (позже Atchison, Topeka and Santa Fe Railway) построила линию, которая проходила через Медфорд в юго-восточном направлении. Расположенный в регионе выращивания пшеницы, Медфорд служил сельскохозяйственным торговым центром с мукомольной фабрикой и несколькими элеваторами.
27 мая 1908 года избиратели в округе Грант выбрали Медфорд в качестве административного центра округа. К 1909 году в городе существовало три банка и три еженедельные газеты. 4 июля 1910 года было открыто здание суда. 25 июня 1911 года в городе произошёл пожар, уничтоживший пять зданий. 9 июля 2022 года около 14:30 на предприятии Oneok в миле к югу от города произошёл взрыв, вызвавший пожар, из-за чего в радиусе двух миль от него была объявлена эвакуация. 11 июля зона эвакуации была сокращена до одной мили, а на следующий день эвакуация была отменена.